# Gombó Pál
Gombó Pál (Budapest, 1919. június 6. – Budapest, 1990. május 7.) magyar újságíró, író, humorista, Vasvári Anna (1923–1990) divattervező férje.

## Életpályája
Gombó Iván Izidor (1892–1971) és Krausz Malvin Margit (1894–1969) fiaként született. Középiskolai tanulmányait 1929 és 1936 között az Óbudai Árpád Gimnáziumban végezte. 1936-ban politikai szervezkedés miatt elítélték és kicsapták a gimnáziumból, ezért magántanulóként érettségizett. A második világháború alatt munkaszolgálatos volt. 1945 márciusától a Szabad Nép munkatársa lett. 1948-ban kinevezték a Magyar Távirati Iroda főosztályvezető-helyettesévé, majd évekig a Hétfői Hírek felelős szerkesztőjeként működött. Az 1960-as évek elején a Magyar Sajtó élére került. Éveken át tanított, illetve stúdiót vezetett az Újságíró Iskolában.
Az Óbudai temetőben nyugszik.

## Művei
- A mama kerestetik! (regény, 1957)
- Gombostűhegyen (szatírák, 1958)
- Folyó a hegygerincen (Lovászi Ferenccel, riport Kínáról, 1959)
- Sajtóelmélet. Az újságírás gyakorlati kérdései I-III. (1966)
- Bevezetés a sajtóismeretbe (1967)
- Karrierológia. Hogyan csináljunk könnyen, gyorsan karriert? (szatírák, 1967)
- Szigorúan nyilvános (szatírák, 1969)
- A siker nem szégyen. A karrier módszertana, tudományos előadások az életből ellesett példákkal; ill. Vasvári Anna; Gondolat, Budapest, 1973
- Sajtóismeret (1977)
- Hasad a tudatom. Vidám írások (szatírák, 1986)

## Díjai, elismerései
- Munka Érdemrend arany fokozata (1967)[3]
- Rózsa Ferenc-díj (1980)
- Szocialista Magyarországért érdemrend (1986)[4]